# Chọn lọc định hướng

Hình 1: Sơ đồ mô tả chọn lọc định hướng ở quần thể linh miêu.

Trong sinh học, chọn lọc định hướng là một hình thức chọn lọc làm cho một quần thể ban đầu mang kiểu hình này lại biến đổi theo hướng củng cố kiểu hình tương phản với kiểu hình ban đầu., , ,  Thuật ngữ này dịch từ tiếng Anh directional selection, cũng đã được dịch là "chọn lọc vận động".

## Ví dụ
- Ví dụ 1: Ở hình 1 mô tả quá trình "biến" lông vàng thành lông nâu ở một quần thể linh miêu giả định. Ban đầu (sơ đồ bên trái), trong quần thể có các cá thể mang bộ lông theo phổ màu từ nhạt đến xẫm là: lông trắng (rất ít), vàng nhạt (nhiều), vàng xẫm (ưu thế), nâu (ít) và đỏ (rất ít). Do áp lực của chọn lọc, sau một thời gian, số linh miêu trắng và vàng nhạt bị đào thải hết (dấu X trong phổ biểu diễn bên phải), chỉ còn ít con vàng xẫm, còn nâu chiếm ưu thế.[6]
- Ví dụ 2: Quần thể bướm bạch dương ban đầu có rất nhiều bướm màu trắng, rất ít cá thể màu đen. Sau nhiều năm sống ở môi trường ô nhiễm công nghiệp, đã biến đổi thành quần thể có rất ít bướm màu trắng và rất nhiều (98%) cá thể màu đen.[7] Xem chi tiết hiện tượng "đổi trắng thành đen" này ở trang Hoá đen công nghiệp.

Hình 2: Thống kê số lượng cá thể trong quần thể trước (nét mờ) và sau (nét đậm) chon lọc định hướng.

Khi biểu diễn số lượng cá thể có các kiểu hình khác nhau như thế trên một đồ thị với trục tung (Y) biểu diễn số cá thể, còn trục hoành (X) biểu diễn "phổ" các kiểu hình, thì ta có đồ thị mà giá trị ưu thế đã "chạy" từ vị trí này (ban đầu, đường cong mờ) sang vị trí kia (sau chọn lọc, đường cong đậm) như ở hình 2.
Thuật ngữ "chọn lọc định hướng" dịch từ tiếng Anh directional selection (IPA: /dɪˈrɛkʃənl sɪˈlɛkʃən/) dùng để chỉ hiện tượng thay đổi tính trạng cực đoan này thành tính trạng cực đoan đối lập. Ngoại diện của thuật ngữ này cũng đã được dùng phổ biến trong sinh học phổ thông Việt Nam là chọn lọc vận động, hàm ý chỉ trạng thái tính trạng đã "vận động" như trên., 

## Đặc điểm
- Trong thế giới hoang dã, các cá thể mang kiểu hình này được thay thế bởi các cá thể mang kiểu hình tương phản đều biểu hiện khả năng sống sót tốt, sinh sản nhiều hơn hẳn của những cá thể thích nghi. Hiện tượng này không chỉ được phát hiện và được chứng minh nhiều lần trong các quần thể tự nhiên (hoang dã), mà còn đã được chứng minh cả ở trong thực nghiệm.
- Chọn lọc định hướng gây áp lực cho quá trình tiến hóa, thể hiện ở xu hướng "di chuyển" kiểu hình tối ưu của quần thể cho phù hợp với môi trường thay đổi. Do đó, dẫn đến thay đổi tính thích nghi của sinh vật. Đó chính là nguyên tắc chính mà cha đẻ của học thuyết chọn lọc tự nhiên là Charles Darwin đã tiên đoán là hình thức cơ bản thúc đẩy sự tiến hóa thích nghi. Hai trong số các ví dụ của Darwin về hình thức này là:[9]

1. Con sói nào nhanh hơn, khoẻ hơn thì thành công hơn trong săn hươu. Nghĩa là chọn lọc tự nhiên đã biến đổi quần thể sói ban đầu "chậm" và "yếu" dần thành quần thể sói "nhanh" và "khoẻ" - tức là chọn lọc vận động.
2. Hoa nào tạo ra nhiều mật hơn thì thành công hơn trong hấp dẫn côn trùng thụ phấn, do đó dòng dõi của nó được củng cố và tăng cường hơn.

- Hiện nay, các nhà tự nhiên học dễ quan sát thấy hoạt động và kết quả của hình thức chọn lọc định hướng này, bởi vì hình thức chọn lọc này rất phổ biến trong tự nhiên. Quá trình hình thành 13 loài sẻ mà Đac-uyn đã nghiên cứu (thường gọi là sẻ Darwin), sự đổi màu của bướm bạch dương, hiện tượng chống thuốc kháng sinh ở vi khuẩn v.v đều là kết quả của tiến hoá theo hình thức này.[6]
- Tuy nhiên, chọn lọc định hướng không phải lúc nào cũng tạo ra sự tiến hóa của quần thể, cũng như dẫn đến hình thành loài mới bởi vì nó còn bị hạn chế theo nhiều điều kiện và phương thức khác nhau. Ngoài ra, hiểu theo nội hàm trên, thì chọn lọc định hướng cũng còn xảy ra trong quá trình chọn lọc nhân tạo.[3]

Hình 3: Đồ thị tổng quát về phân bố chuẩn một tính trạng nào đó ở một quần thể. X = Giá trị (phổ) tính trạng; Y = Số cá thể; Đỉnh cao nhất của đường cong phân bố có giá trị là S. Mũi tên chỉ xuống giá trị thấp nhất của tính trạng.

- Đặc điểm cơ bản của hình thức chọn lọc định hướng là:

1. Nội dung: đào thải các cá thể có tính trạng cũ không thích nghi với ngoại cảnh mới, giữ lại các cá thể có tính trạng mới thích nghi hơn. Do đó, trị số trung bình S của tính trạng (đỉnh của đường cong trong hình 3) sẽ chuyển dịch sang phía phải hoặc phía trái đồ thị tuỳ theo hướng biến đổi của ngoại cảnh.
2. Điều kiện: quá trình này xảy ra khi ngoại cảnh thay đổi theo hướng xác định một cách rõ ràng và lâu dài.
3. Kết quả hình thái: tính trạng ban đầu (cũ) vốn thích nghi với ngoại cảnh ban đầu được thay bằng tính trạng mới thích nghi với ngoại cảnh đã biến đổi. Số lượng cá thể mang tính trạng thích nghi trước đây (cũ) giảm xuống hẳn hoặc bằng 0 (bị tiêu diệt hết), còn số lượng cá thể thích nghi mới tăng lên, chiếm ưu thế trong quần thể.
4. Kết quả di truyền: Tần số alen trong quần thể thay đổi rõ rệt. Alen hoặc tổ hợp các alen khác nhau quy định kiểu hình mới thích nghi sẽ tăng lên; ngược lại, alen hoặc tổ hợp các alen quy định kiểu hình cũ giảm xuống, những cá thể mang các alen không thích nghi có thể bị đào thải hoàn toàn. Chẳng hạn: Nhiều loài sâu bọ có cánh giúp chúng di chuyển dễ dàng, thuận lợi trong cuộc sống của chúng. Nhưng ở quần đảo Mađerơ giữa đại dương, thì Đacuyn (1859) đã quan sát thấy nhiều loài sâu bọ ở đây không có cánh, trong khi loài tương ứng trong đất liền lại có. Ông cho rằng sự tiêu giảm cánh của nhóm sâu bọ này là do gió biển mạnh thường xuyên, làm các cá thể có cánh dễ bị cuốn ra biển chết hoặc làm mồi cho cá. Những biến dị tình cờ không cánh thì không bay được, phải sống chui lủi trên mặt đất thì lại được bảo tồn, phát triển và chiếm ưu thế.[8], [5], [9]

## Các hình thức chọn lọc tự nhiên
Trong thuyết tiến hoá hiện đại cũng như trong di truyền học quần thể ngày nay, người ta phân biệt 3 hình thức chọn lọc trong thế giới hoang dã là:, , 
- chọn lọc định hướng (directional selection),
- chọn lọc ổn định (stabilizing selection), và
- chọn lọc phân hoá (disruptive selection).

Phần dưới đây so sánh và tổng quát hóa các hình thức này.

### So sánh
1. Chọn lọc định hướng. Như trên đã giới thiệu, hình thức này dịch chuyển giá trị S (sơ đồ 1 ở hình 3), làm S chuyển về trị số cực đoan (+ hoặc -).
2. Chọn lọc ổn định củng cố trị số S, nghĩa là các cá thể có giá trị bằng hoặc xấp xỉ S ngày càng chiếm ưu thế, các cá thể mang trị số cực đoan ngày càng giảm (sơ đồ 2 ở hình 3).
3. Chọn lọc phân hoá biến đổi quần thể ban đầu thành nhiều quần thể có kiểu hình khác nhau, mang các trị số cực đoan (S1 và S2) ngược nhau (sơ đồ 3 ở hình 3).

Trong các hình thức trên, chọn lọc không "biến" tính trạng này thành tính trạng khác theo cách diễn đạt nôm na thông thường, mà là làm tăng hoặc giảm tỉ lệ số cá thể của mỗi kiểu hình trong quần thể: tần số các cá thể mang kiểu gen quy định kiểu hình thích nghi tăng và chiếm ưu thế trong quần thể; ngược lại: tần số các cá thể mang kiểu gen quy định kiểu hình không thích nghi bị giảm hẳn trong quần thể.

### Tóm tắt
| Hình thức: | Chọn lọc định hướng                                                                        | Chọn lọc ổn định                                                                        | Chọn lọc phân hoá                                                               |
| ---------- | ------------------------------------------------------------------------------------------ | --------------------------------------------------------------------------------------- | ------------------------------------------------------------------------------- |
| Nội dung   | Đào thải đặc điểm cũ, thay bằng đặc điểm thích nghi mới, tương phản làm thay đổi trị số S. | Bảo tồn tính trạng trung bình (có trị số S), đào thải giá trị cực đoan so với trị số S. | Đào thải trị số S, củng cố và tăng cường các tính trạng cực đoan xa trung bình. |
| Điều kiện  | Ngoại cảnh thay đổi theo hướng xác định (hiện tượng phổ biến)                              | Ngoại cảnh ổn định (không thay đổi đáng kể) qua nhiều thế hệ.                           | Ngoại cảnh không đồng nhất, phân hoá thành các sinh cảnh khác biệt nhau.        |
| Kết quả    | Thay kiểu hình cũ bằng kiểu hình mới thích nghi hơn                                        | Bảo tồn và tăng cường kiểu hình thích nghi vốn đã có                                    | Phân hóa quần thể ban đầu thành nhiều kiểu hình.                                |

Các đồ thị (1 - 3) ở hình 4 mô tả tổng quát sự khác nhau của ba hình thức chọn lọc này:

Hình 4: Đồ thị đường cong phân bố tần số chuẩn của 3 hình thức chọn lọc. Đường cong màu đỏ (A): phân bố ban đầu - trước chọn lọc; đường cong bao bọc vùng màu xanh (B): phân bố kiểu hình mới sau chọn lọc.

1. Sơ đồ 1 biểu diễn chọn lọc định hướng (chọn lọc vận động): Khi môi trường thay đổi có hướng (mũi tên vàng chỉ sang phải), thì trị số S (đỉnh đường cong) không chỉ tăng, mà còn "chạy" đi (sang hướng mũi tên biểu diễn áp lực của chọn lọc).
2. Sơ đồ 2 biểu diễn chọn lọc ổn định (chọn lọc kiên định): Khi môi trường vẫn duy trì như trước, thì áp lực của chọn lọc vẫn duy trì như trước, thì vị trí của trị số S (đỉnh đường cong) không đổi, nhưng giá trị S tăng: hai mũi tên vàng ngược hướng nhau "ép" vùng phân bố hẹp lại và cao lên, các kiểu hình cực đoan bị đào thải.
3. Sơ đồ 3 biểu diễn chọn lọc phân hoá: Khi môi trường phân hoá (mũi tên vàng chỉ hai hướng ngược nhau), thì kiểu hình cũ bị đào thải, các kiểu hình cực đoan được củng cố và tăng cường. Quần thể xuất hiện hai kiểu hình mới tương phản nhau, mỗi kiểu hình này thích nghi với một hoàn cảnh mới (có hai trị số S: S1 và S2).